# کارل هاینس رشینگر
کارل هاینس رشینگر (به آلمانی: Karl Heinz Rechinger)‏ (۱۶ اکتبر ۱۹۰۶ در وین - ۳۰ دسامبر ۱۹۹۸) گیاه‌شناس اتریشی بود.
رشینگر جغرافیا، زمین‌شناسی و گیاه‌شناسی را در دانشگاه وین آموخت و در سال ۱۹۳۱ دکترای خود را دریافت کرد. بین سال‌های ۱۹۶۱ تا ۱۹۷۱ مدیر موزه تاریخ طبیعی این شهر بود. وی نقش مهمی در شناسایی و رده‌بندی گیاهان بومی یونان و آسیای جنوب غربی به ویژه ایران داشت. او سه بار در سال‌های ۱۹۳۷، ۱۹۴۸ و ۱۹۷۷ به ایران سفر کرد و به جمع‌آوری گیاهان ایران و شناسایی آن‌ها پرداخت و کتابهای Flora Iranica (گیاهان ایران) و Flora Aegaea (گیاهان اژه) را نوشت.
رشینگر بین سال‌های ۵۷-۱۹۵۶ استاد مدعو دانشگاه بغداد بود و یک موزه گیاه‌شناسی را در این شهر پایه‌گذاری کرد. او از سال ۱۹۷۱ به عضویت فرهنگستان پادشاهی علوم سوئد برگزیده شد (نهادی که جوایز نوبل فیزیک و شیمی و اقتصاد را اهدا می‌کند).
سه سرده گیاهی Rechingerell، Rechingeria و Rechingeriella به افتخار او نامگذاری شده‌اند وی به جمع‌آوری خزندگان هم می‌پرداخت و دو گونه خزنده Elaphe rechingeri و Eirenis rechingeri را به یاد وی نام نهاده‌اند.
پدر او کارل رشینگر هم گیاه‌شناس معتبری بود و بیش از ۲۵ سال ریاست بخش گیاه‌شناسی موزه تاریخ طبیعی وین را بر عهده داشت.